# Aloe helenae
Aloe helenae es una especie de planta suculenta perteneciente a la familia de los aloes. Está tratada en peligro crítico de extinción por pérdida de hábitat.

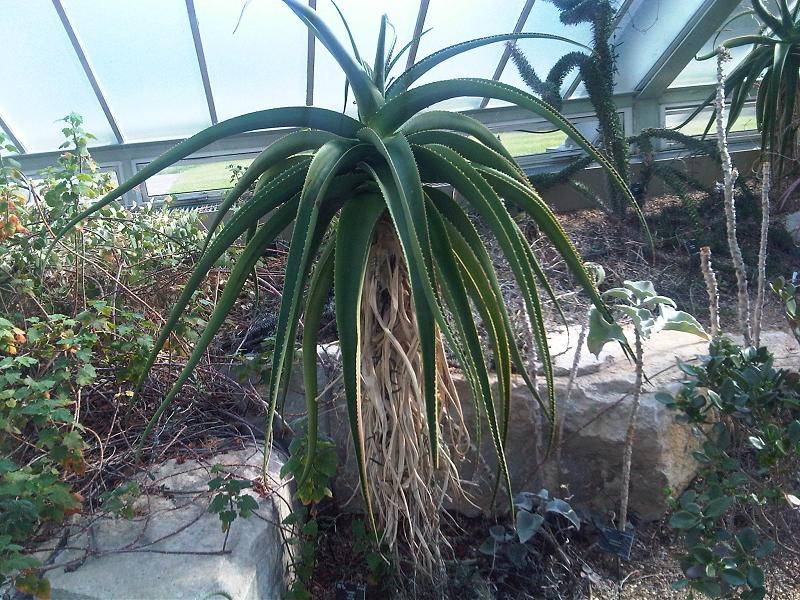
Vista de la planta

## Descripción
Es una planta arborescente suculenta con las hojas agrupadas en una roseta basal. Las hojas son carnosas de color verde con los márgenes fuertemente dentados.

## Hábitat
Es endémica del sudeste de Madagascar donde se conocen tres poblaciones en la región de Fort Dauphin, cada población se compone de una 10 plantas adultas. Siendo su hábitat natural los matorrales de regiones secas tropicales y subtropicales y zonas rocosas.

## Taxonomía
Aloe helenae fue descrita por Paul Auguste Danguy y publicado en Bulletin du Muséum d'Histoire Naturelle, sér. 2 1: 433, en el año 1929.
Etimología
Aloe: nombre genérico de origen muy incierto: podría ser derivado del griego άλς, άλός (als, alós), "sal" - dando άλόη, ης, ή (aloé, oés) que designaba tanto la planta como su jugo - debido a su sabor, que recuerda el agua del mar. De allí pasó al Latín ălŏē, ēs con la misma aceptación, y que, en sentido figurado, significaba también "amargo". Se ha propuesto también un origen árabe, alloeh, que significa "la sustancia amarga brillante"; pero es más probablemente de origen complejo a través del hébreo: ahal (אהל), frecuentemente citado en textos bíblicos.
helenae: epíteto otorgado en honor de Helen Decary, la esposa del botánico francés Raymond Decary.